# Wagendrischelhorn
Le Wagendrischelhorn est une montagne culminant à 2 251 ou 2 252 mètres d'altitude dans le massif des Alpes de Berchtesgaden.

## Géographie
Le Wagendrischelhorn est dans l'ensemble du Reiter Alm, à la frontière entre l'Allemagne et l'Autriche. Il est troisième sommet le plus élevé du Reiter Alm, après le Stadelhorn et le Großes Häuselhorn. Il est séparé du Stadelhorn au sud par le Mayrbergscharte à 2 055 m d'altitude, et du Großes Häuselhorn au nord par un col à une altitude d'environ 2 125 m. Vu de Ramsau, le Wagendrischelhorn se présente comme un sommet rocheux remarquablement arrondi, ce qui est un trait distinctif pour le lieu et le chaînon.

## Ascension
Des trois plus hauts sommets du Reiter Alm, le Wagendrischelhorn se dresse au milieu et est le sommet la plus facilement accessible.
La voie normale mène du nord-est de Rosskarscharte vers le sommet en 45 minutes. Depuis le Neue Traunsteiner Hütte, on peut rejoindre le Wagendrischelhorn en 2 h 30 par la Rossgasse. Déjà avant le Rosskarscharte, un chemin escarpé bifurque à droite à Rosskar, qui mène à la voie normale. Depuis le Mayrbergscharte, une via ferrata mène du sud en 45 minutes au Wagendrischelhorn.
Le panorama du sommet depuis le Wagendrischelhorn n'est guère inférieur à celui de ses voisins légèrement plus hauts et s'étend de l'Untersberg, du Hoher Göll et du Hochkalter, des Leoganger Steinberge et des Loferer Steinberge jusqu'au Sonntagshorn. De plus, par temps clair, le Wagendrischelhorn offre une vue sur le Grosser Priel à l'est sur le Hoher Dachstein et les Hohe Tauern avec le Grossglockner et le Grossvenediger jusqu'à la Zugspitze à l'ouest.